# St. Michael (Augsburg-Hermanfriedhof)

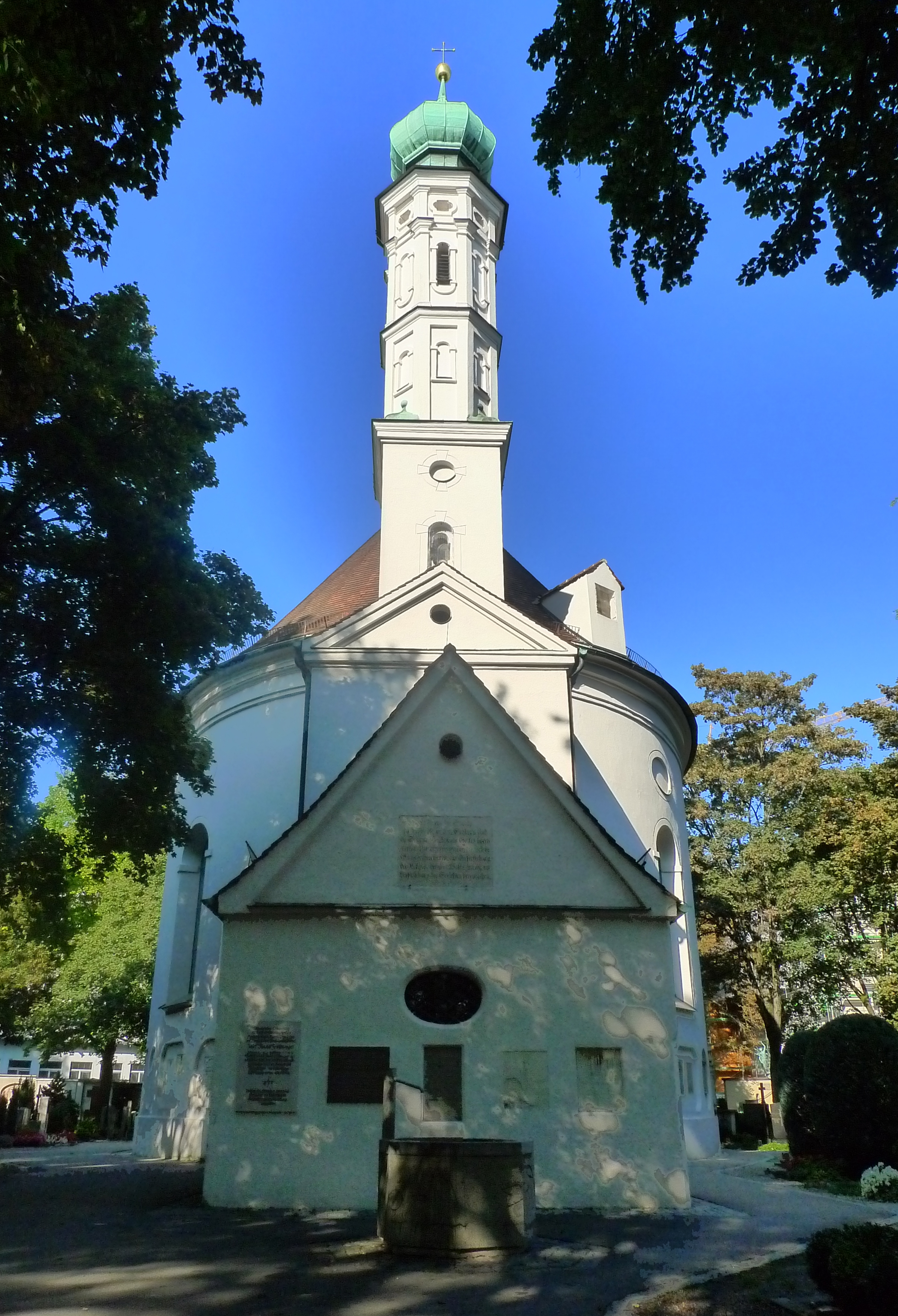
St. Michael

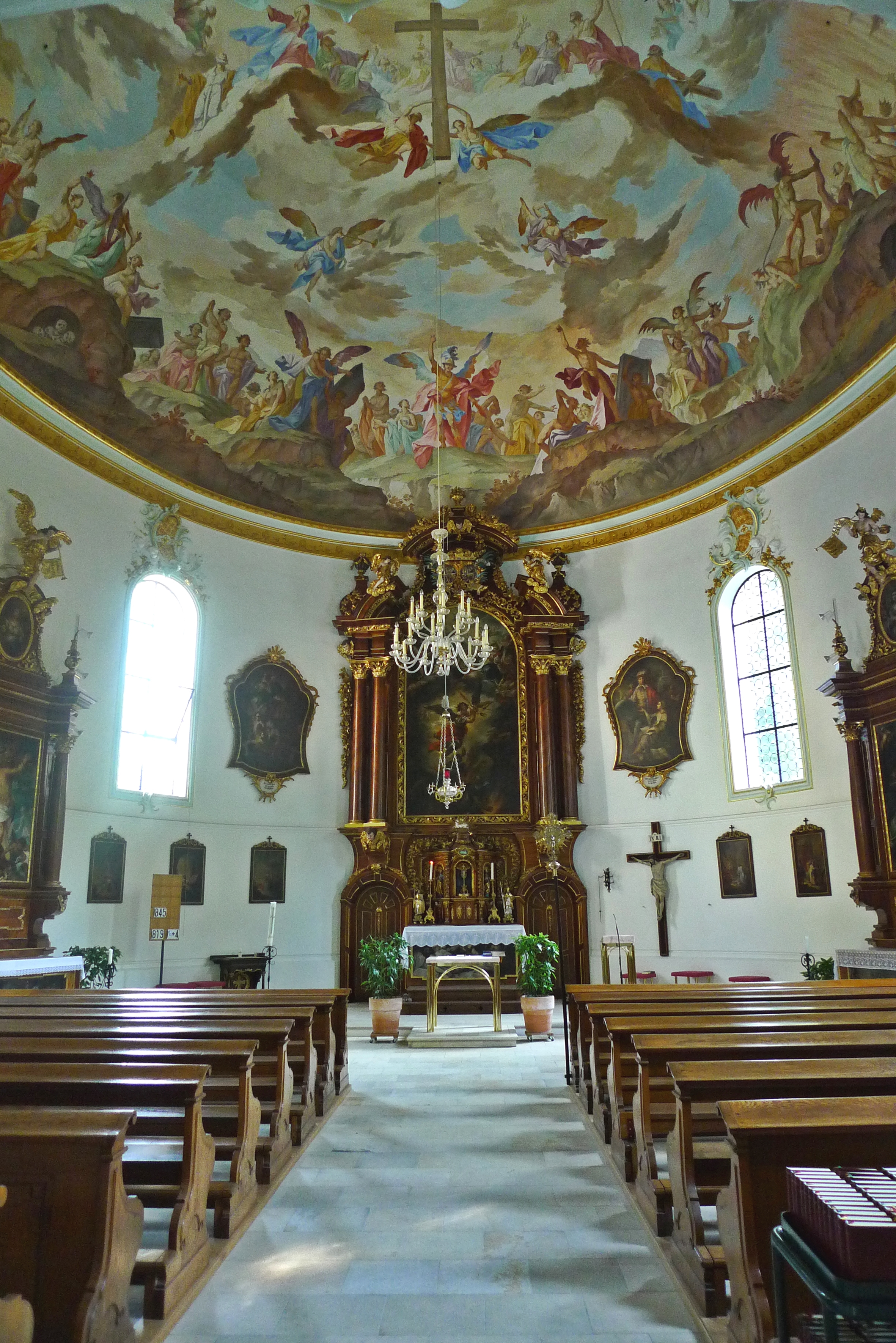
Innenraum

Die katholische Friedhofskapelle St. Michael in der Augsburger Innenstadt wurde von 1603 bis 1605 errichtet und nach einer Zerstörung von 1708 bis 1712 erweitert wiederaufgebaut. Sie ist eine Filialkirche von St. Moritz und als Baudenkmal in die Bayerische Denkmalliste eingetragen.

## Geschichte
Die zu Ehren des Hl. Michael und aller heiligen Engeln erbaute Kirche entstand, möglicherweise nach Plänen von Elias Holl, von 1603 bis 1605 als längsovaler Zentralbau. Die Bauausführung übernahm wohl sein Bruder Esaias Holl. Während des Dreißigjährigen Kriegs wurde sie von schwedischen Truppen zerstört und erst 1652 wiederaufgebaut. Eine Neuweihe fand unter Weihbischof Kaspar Zeiler 1688 statt. Im Zuge des Spanischen Erbfolgekriegs wurde die Kirche am 2. Dezember 1703 erneut beschädigt. Ab 1708 erfolgte der größtenteils durch Spenden der Fugger finanzierte Wiederaufbau. Dabei erhielt das Gotteshaus auch einen Turm und eine Vorhalle. Die Weihe nahm am 29. August 1712 Weihbischof Johann Kasimir Röls vor. Beim Umbau von 1772 wurde der Turm mit einer Zwiebelkuppel versehen.
Bei den Luftangriffen auf Augsburg in der Nacht vom 25. auf den 26. Februar 1944 wurde die Dacheindeckung der Kirche schwer beschädigt und infolge eindringenden Niederschlagswassers das Deckenfresko völlig zerstört. Laut dem damaligen Schadensbericht waren die Fresken durch Wasserschäden so stark in Mitleidenschaft gezogen, dass eine Wiederherstellung derselben nach Angaben des Landesamts für Denkmalpflege nicht mehr möglich war. Fragmente sollen sich im Depot der Städtischen Kunstsammlungen Augsburg befinden. 1997 begann eine Generalsanierung der in der Nachkriegszeit notinstandgesetzten Kirche. In Folge rekonstruierte 2002 der Gemälderestaurator Hermengild Peiker das fast 350 m² große Deckenfresko.

## Ausstattung
Der aus Nussbaum geschnitzte, von je zwei Säulen flankierte Hochaltar ist mit dem Fuggerschen Doppelwappen bekrönt. Das Hauptaltarbild Kampf des Erzengels Michael gegen Luzifer um 1605 wird Johann Matthias Kager zugeschrieben. Es wurde 1709 von Johann Rieger übermalt. Das Bild am rechten Seitenaltar Die Beweinung Christi stammt von Joseph Heintz. Zwei Leinwandbilder Der Tod als Herr aller Stände und Auferstehung Christi malte Johann Georg Bergmüller 1719. Das rekonstruierte Deckenfresko Jüngstes Gericht von 1772 sowie die Kreuzwegstationen schuf Johann Joseph Anton Huber. Ein schmiedeeisernes Gitter mit Rankenwerk entstand Anfang des 18. Jahrhunderts.